# فيلور (قماش)
الفَيْلور هو نسيج أو قماش محبوك مزأبر يشبه المخمل أو المخملين.